# 班·奧格里維
班傑明·安布羅修·奧格里維·帕爾默（英語：Benjamin Ambrosio Oglivie Palmer，1949年2月11日—），為前美國職棒大聯盟的左外野手，生涯曾效力過紅襪、老虎、釀酒人與日職的近鐵野牛等隊。

## 職業生涯
奧格里維在1971年9月4日登上大聯盟。1972年，奧格里維繳出2成41的打擊率，並敲出8轟與30分打點。1973年，他的打擊率下滑到2成18，僅僅敲出2轟。因此他在球季結束後被球隊交易到老虎，換來Dick McAuliffe。1977年12月9日，老虎將奧格里維交易到釀酒人，換來Jim Slaton和Rich Folkers。
1980年，他敲出41轟與瑞吉·傑克森並列全壘打王，成為美聯史上第一位拿下全壘打王的非美國籍選手。
1986年，奧格里維到了日本打球，加入了近鐵野牛。他在日本兩年共敲出46轟，並在1988年回到小聯盟。雖然他在小聯盟出賽2場比賽，展現了不錯的長打火力，但他最終還是沒有成功重返大聯盟。
之後奧格里維在各球隊不同層級當過教練，也曾在教士擔任一年的行政職員。

## 生涯打擊成績
| 出賽次數 | 打席 | 打數 | 得分 | 安打 | 二安 | 三安 | 全壘打 | 打點 | 盜壘 | 保送 | 三振 | 打擊率 | 上壘率 | 長打率 | OPS  |
| -------- | ---- | ---- | ---- | ---- | ---- | ---- | ------ | ---- | ---- | ---- | ---- | ------ | ------ | ------ | ---- |
| 1754     | 6598 | 5913 | 784  | 1615 | 277  | 33   | 235    | 901  | 87   | 560  | 852  | .273   | .336   | .450   | .786 |

## 外部連結
- 球員資訊和成績在MLB，ESPN，Baseball-Reference，Fangraphs（英文）
- 班·奧格里維在台灣棒球維基館上的頁面（繁體中文）